# 衛生設備
衛生設備（えいせいせつび）は建築物のつくる空間の衛生環境の維持管理により衛生状態を保ったり改善したりすることを目的とした建築衛生に関する諸設備の総称である。その範囲は広く曖昧なものであるが、給水設備・排水設備・通気設備・消火設備・給湯設備・し尿浄化設備・排水処理水再利用設備・ガス設備などが含まれる。

## 目的
衛生設備の設置目的は、生活環境の衛生状態を向上させることにより快適な生活環境を提供することにある。

## 衛生設備の種類

### 通気設備
通気設備は空気調和設備と換気設備に区別される。
空気調和設備は、その空間の湿度、温度、清浄度、気流を調整することによって空気調和を行い、空間の用途や目的に適合した状態とする設備である。換気設備はある特定の空間の空気を入れ替えるための設備で、主に給気設備と排気設備から構成される。

### 給水設備
給水設備は給水管、給水ポンプ、貯水槽などから成る。給水方式はその方式により直結直圧式、直結増圧式、受水槽方式、高架水槽方式に区別される。

### 排水設備
排水処理における高い衛生基準による衛生設備は下水道や下水処理場などがあるが、より簡易的なバイオトイレやUDドライトイレ、腐敗槽といった設備によってもある程度衛生状態を確保できる。このような設備によって水系感染症の感染経路を断つことで人々の健康を守り、衛生環境を向上させている。

### 給湯設備
給湯設備は加熱装置、配管、給湯栓、ポンプなどから構成されている加熱した水（湯）を供給するための設備であり、局所式と中央式に大別される。

## 関連する概念
- 給排水設備（きゅうはいすいせつび）は、衛生設備のうち給水設備と排水設備を指し、衛生的に水を使用することを主目的としたものである[7]。
- 建築衛生（けんちくえいせい）は、建築物のつくる空間の衛生環境の維持管理によって、人々の健康への脅威に対処することにより、公衆衛生を保つ分野を指す。空気調和・換気・給排水などの衛生設備による環境制御の他、衛生・害虫獣管理等もその範疇としている。広義には、環境衛生に係わる都市計画・建築設計・設備選択・施設管理などの間接的な配慮をも指すこともある[1]。日本では、建築衛生に関して、多数の者が使用し、又は利用する建築物の維持管理に関して環境衛生上必要な事項を定めた建築物における衛生的環境の確保に関する法律が存在している。また、この法律を根拠法令とした建築物環境衛生管理技術者と呼ばれる国家資格がある。